# Ruta de Rhode Island 126
La Ruta de Rhode Island 126, y abreviada R.I. 126 (en inglés: Rhode Island Route 126) es una carretera estatal estadounidense ubicada en el estado de Rhode Island. La carretera inicia en el Sur desde la US 1  , Ruta 122   en Providence hacia el Norte en la Ruta 126     en Blackstone. La carretera tiene una longitud de 23 km (14.3 mi).

## Mantenimiento
Al igual que las autopistas interestatales, y las rutas federales y el resto de carreteras estatales, la Ruta de Rhode Island 126 es administrada y mantenida por el Departamento de Transporte de Rhode Island por sus siglas en inglés RIDOT.

## Cruces
La Ruta de Rhode Island 126 es atravesada principalmente por la Ruta 116  , Ruta 114   en Lincoln y Woonsocket.
| Pueblo     | Milla                                                                        | Intersecciones                                       | Notas                                                                                              |
| ---------- | ---------------------------------------------------------------------------- | ---------------------------------------------------- | -------------------------------------------------------------------------------------------------- |
| Providence | 0.00                                                                         | US 1 RI 122 (Main Street)                            | Terminal Sur de la Ruta 126                                                                        |
| Providence |                                                                              | I 95 – Warwick, Boston, MA                           | Interchange                                                                                        |
| Pawtucket  |                                                                              | RI 15 (Mineral Spring Avenue) a US 44 – Greenville   | |
| Lincoln    |                                                                              | RI 123 (Front Street) – Valley Falls                 | |
| Lincoln    | RI 116 (George Washington Highway) a I 295 a RI 146 – Warwick, Worcester, MA |                                                      | |
| Lincoln    | A RI 120 (Main Street Manville) – Cumberland Hill                            |                                                      | |
| Lincoln    |                                                                              | A RI 99 (Sayles Hill Road) – Lincoln                 | Ruta 126 (River Road) gira al norte en una intersección                                            |
| Woonsocket |                                                                              | RI 122 (Hamlet Avenue)                               | Begin Route 122 overlap                                                                            |
| Woonsocket | Puente sobre el Río Blackstone                                               |                                                      | |
| Woonsocket |                                                                              | RI 122 (Cumberland Hill Road) – Cumberland Hill      | Fin de la Ruta 122; La Ruta 126 gira al norte hacia Cumberland Street                              |
| Woonsocket |                                                                              | Clinton Street / Social Street – Downtown Woonsocket | La Ruta 126 entra en ambas calles: Clinton Street en sentido norte, y Social Street en sentido sur |
| Woonsocket |                                                                              | RI 114 (Privilege Street)                            | Inicia la Ruta 114                                                                                 |
| Woonsocket |                                                                              | RI 114 (Diamond Hill Road) – Attleboro, MA           | Termina la Ruta 114                                                                                |
| Woonsocket |                                                                              | MA 126 (Social Street) – Bellingham                  | Terminal Norte                                                                                     |